# Lettische Volleyballnationalmannschaft der Männer
Die lettische Volleyballnationalmannschaft der Männer ist eine Auswahl der besten lettische Spieler, die den Verband Latvijas Volejbola Federâcija bei internationalen Turnieren und Länderspielen repräsentiert. Die Mannschaft entsteht 1991 nach dem Zerfall der Sowjetunion.

## Geschichte

### Weltmeisterschaft
Lettland hat noch nie an einer Volleyball-Weltmeisterschaft teilgenommen.

### Olympische Spiele
Die Letten konnten sich bisher nicht für Olympische Spiele qualifizieren.

### Europameisterschaft
Bei der Volleyball-Europameisterschaft 1995 wurde Lettland Neunter.

### World Cup
Lettland hat noch nicht im World Cup gespielt.

### Weltliga
Die Volleyball-Weltliga fand bisher ebenfalls ohne lettische Beteiligung statt.

### Europaliga
In der Europaliga belegte Lettland 2007 den elften Platz.